# Don’t Worry
A Don’t Worry Chingy amerikai rapper és Janet Jackson énekesnő kislemeze. Chingy Powerballin’ című albumának második kislemezeként jelent meg. A kislemezen található másik dal a Make That Ass Talk, aminek a címét a kislemezen Make that A$$ Talk-nak írták. A dal felhasznál egy részletet a Tony! Toni! Toné! Just Me and You című számából.

## Helyezések
| Slágerlista (2005)                  | Legmagasabb helyezés |
| ----------------------------------- | -------------------- |
| USA Billboard Hot R&B/Hip-Hop Songs | 60                   |
| Japán J-Wave Tokio Hot 100          | 95                   |